# 静岡市立玉川中学校
静岡市立玉川中学校（しずおかしりつ たまかわちゅうがっこう）は、静岡県静岡市葵区落合に所在する公立中学校。

## 沿革
年表
- 1947年 - 玉川村立玉川中学校として開校。同時に東分校、西分校を開設。
- 1948年 - 玉川村落合2577の1に校舎が完成し移転。
- 1958年 - 校歌制定（作詞：佐佐木信綱、作曲：信時潔[3]）
- 1959年 - 校舎増築、2分校を廃止し、本校に統合。
- 1961年 - 校章制定
- 1968年 - 寄宿舎完成
- 1969年 - 合併により静岡市立玉川中学校に改称。
- 1972年 - 口坂本地区を井川中学校学区より本校に編入、体育館完成。
- 1973年 - 寄宿舎移転
- 1982年 - プール完成
- 2020年
  - 3月19日 - 玉川中学校単独として最後の卒業証書授与式及び閉校舎式を挙行。
  - 3月24日・25日 - 玉川小学校校地への引越作業が行われる。

## 小学校区
- 静岡市立玉川小学校

## アクセス
- しずてつジャストライン安倍線 ｢玉川中学校前｣停留所から、徒歩1分